# 6997 Laomedon
6997 Laomedon (3104 T-3) là một thiên thể Troia của Sao Mộc, trong nhóm Troia, được phát hiện vào ngày 16 tháng 10 năm 1977 bởi Cornelis Johannes van Houten, Ingrid van Houten-Groeneveld và Tom Gehrels tại Đài thiên văn Palomar.

## Link ngoài
- JPL Small-Body Database Browser ngày 6997 Laomedon